# 342 TCN
342 TCN là một năm trong lịch La Mã.